# 児山兼朝
児山 兼朝（こやま かねとも）は、戦国時代の武将。下野宇都宮氏の家臣であり、多功氏の家臣でもある。下野国児山城主。

## 略歴
児山氏は宇都宮氏の庶流。
永禄元年（1558年）、上杉謙信が上野国から下野に侵攻し、小山氏の祇園城、壬生氏の壬生城が落とされ、宇都宮氏の守る宇都宮城攻略の前哨戦として、上杉軍が多功城を攻撃した。兼朝は多功城主・多功長朝の援軍として児山城から出陣し、上杉氏相手に奮闘したが討死した（多功ヶ原の戦い）。これによって児山城は廃城となったという。